# 6350 Schlüter
6350 Schlüter è un asteroide della fascia principale del diametro medio di circa 24,56 km. Scoperto nel 1960, presenta un'orbita caratterizzata da un semiasse maggiore pari a 3,1109081 UA e da un'eccentricità di 0,1104896, inclinata di 11,45309° rispetto all'eclittica.